# Federico Chentrens
Federico Chentrens (* ~ 1938) ist ein italienischer Filmregisseur.
Chentrens war Regieassistent und gelegentlicher Schauspieler in Genrefilmen zwischen 1959 und 1968. Im Anschluss daran inszenierte er drei Filme, davon zwei unter dem Pseudonym Richard Owens. Anschließend ging Chentrens nach Australien, wo er für das Fernsehen inszenierte. So war er dort etwa Regisseur des TV-Dramas The Bushranger aus dem Jahr 1976.

## Filmografie
- 1965: Uccidete Johnny Ringo (Schauspieler)
- 1968: Auf die Knie, Django (Blackjack) (Schauspieler)
- 1968: Zucker für den Mörder (Un killer per sua maestà)
- 1969: Playgirl '70
- 1971: Le juge[3][4][5]
- 1973: Una colt in mano al diavolo (Schauspieler)
- 1976: The Bushranger